# Leonie Meijer
Leonie Meijer (Rotterdam, 4 september 1985) is een Nederlands singer-songwriter.

## Levensloop
Meijer volgde vanaf haar achttiende de opleiding Academie voor lichte muziek in Lelystad. Daarna vertrok ze naar het Conservatorium in Amsterdam en had ze in haar vrije tijd optredens met de band Material Spirits als zangeres en gitarist.
In 2010 deed ze mee aan de Grote Prijs van Nederland, waar bij ze de kwartfinale haalde. Ze meldde zich daarna aan voor de The voice of Holland.

### The Voice (2010-2011)
Zij kwam door de voorrondes van 'The Voice' met Jeroen van der Boom als coach. Met het nummer Just Hold Me van Maria Mena in de zevende liveshow haalde ze via downloads de 27ste positie in de Single Top 100. Ze haalde de finale, waardoor ze een eigen nummer mocht opnemen getiteld Lost in Yesterday. Meijer eindigde in de finale als vierde. Haar single haalde de 36ste positie van de Nederlandse Top 40.

### Los (2011-2012)
Kort daarna nam ze deel aan de Michael Jackson-tribute tour, waar ze enkele Jackson-nummers vertolkte. Ze vervolgde met een Nederlandstalig duet met (ex-coach) Van der Boom getiteld Los van de grond die de tweede plaats in de Top 100 en de dertiende plaats in de Top 40 haalde. In mei 2011 bracht ze de single Schaduw uit. Op 14 oktober verscheen haar debuutalbum Los, waarvan in december 2011 het nummer Hey! nog op single werd uitgebracht. Hey! kwam binnen op 3 december in de Nederlandse Top 40. In diezelfde week kwam het nummer Wereldwijd orkest binnen in de Top 40. Wereldwijd orkest is een single van het Metropole Orkest in samenwerking met diverse artiesten, waaronder Meijer. In 2011 was ze te gast bij De Toppers in de Amsterdam ArenA.

### Nieuwe single (2012)
In oktober 2012 verscheen Meijers nieuwe single Niemand als jij die binnenkwam op nr. 81 in de Single Top 100.

### Luister maar (2013)
Het tweede Nederlandstalige album is de opvolger van haar debuutalbum 'Los' dat in november 2011 verscheen. Werkte Leonie op haar eerste album samen met onder andere Han Kooreneef en Martin Buitenhuis, op haar tweede album staan bijdragen van onder andere Roel van Velzen en Nick Schilder. Maar het leeuwendeel van haar nieuwe album komt qua composities en teksten toch uit de koker van Leonie zelf en haar vaste producer en componist Daniel Gibson, die ook verantwoordelijk was voor de productie van album 1.
Op het grotendeels in Zweden geschreven album staan de singles 'Niemand als jij' en de nieuwe single 'Wacht tot ik bij je ben' , het duet met Joost Marsman. 'Scherven van geluk' werd speciaal voor Leonie Meijer geschreven door Van Velzen en Schilder.

### Make me stay (2014)
Meijer deed samen met The Prophet en Noisecontrollers een nummer genaamd Make Me Stay.

## Discografie

### Albums
| Album              | Verschijnen      | Label         | Hitlijsten | Hitlijsten | Opmerkingen            |
| Album              | Verschijnen      | Label         | NL         | NL         | Opmerkingen            |
| Album              | Verschijnen      | Label         | Piek       | Weken      | Opmerkingen            |
| ------------------ | ---------------- | ------------- | ---------- | ---------- | ---------------------- |
| Los                | 14 november 2011 | Cloud 9 Music | 13         | 9          | Studioalbum            |
| Luister maar       | 29 maart 2013    | Cloud 9 Music | 10         | 5          | Studioalbum            |
| The Naked Sessions | 9 oktober 2015   | Cloud 9 Music | 19         | 3          | Akoestisch studioalbum |

### Nummers met notering(en) in een hitlijst
| Lied                                        | Verschijnen       | Album              | Hitlijsten  | Hitlijsten  | Hitlijsten   | Hitlijsten   |
| Lied                                        | Verschijnen       | Album              | NL (Top 40) | NL (Top 40) | NL (Top 100) | NL (Top 100) |
| Lied                                        | Verschijnen       | Album              | Piek        | Weken       | Piek         | Weken        |
| ------------------------------------------- | ----------------- | ------------------ | ----------- | ----------- | ------------ | ------------ |
| Just Hold Me                                | 9 januari 2011    | —                  | —           | —           | 27           | 3            |
| Lost in Yesterday                           | 14 januari 2011   | —                  | 36          | 2           | 3            | 5            |
| Los van de grond (met Jeroen van der Boom)  | 21 maart 2011     | —                  | 13          | 7           | 2            | 12           |
| Schaduw                                     | 27 mei 2011       | Los                | 30          | 3           | 9            | 6            |
| Hey!                                        | 23 september 2011 | Los                | 35          | 2           | 20           | 12           |
| Niemand als jij                             | 5 oktober 2012    | Luister maar       | tip11       | —           | 81           | 1            |
| Wacht tot ik bij je ben (met Joost Marsman) | 1 februari 2013   | Luister maar       | tip6        | —           | 32           | 6            |
| Won't Come Back (Part II) (met Brainpower)  | 22 augustus 2014  | The Naked Sessions | tip3        | —           | —            | —            |
| Life Goes On                                | 13 oktober 2017   | NJ 123             | tip19       | —           | —            | —            |